# Polyalthia rufescens
Polyalthia rufescens är en kirimojaväxtart som beskrevs av Joseph Dalton Hooker och Thomas Thomson. Polyalthia rufescens ingår i släktet Polyalthia och familjen kirimojaväxter. IUCN kategoriserar arten globalt som starkt hotad. Inga underarter finns listade i Catalogue of Life.